# Calodexia varia
Calodexia varia là một loài ruồi trong họ Tachinidae.